# Борромео, Агостино
Агостино Борромео (итал. Agostino Borromeo, 24 января 1944, Oreno, Ломбардия — 4 февраля 2024, Рим) — итальянский профессор и историк, генерал-губернатор Ордена Гроба Господня.

## Ранние годы и личная жизнь
Агостино Борромео происходит из аристократической семьи Дома Борромео. Изучал политологию в Римском университете Сапиенца. Он также получил музыкальное образование по классу фортепиано, органа и органной композиции.
Он женат на Беатриче Гонсалес де ла Бастида Вергас, у них трое детей. Борромео любит играть в теннис, кататься на лыжах и фотографировать.

## Карьера
Агостино Борромео — автор более 180 публикаций по религиозной истории Южной Европы, музыковедению и музыкальной критике.
Он всемирно известный эксперт по истории инквизиции. В октябре 1998 года, после открытия архива Конгрегации доктрины веры, он координировал организацию международного симпозиума по истории инквизиции в Ватикане. Он был католическим комментатором телесериала PBS «Секретные файлы инквизиции».
Он также был хорошо известен в изучении истории международных отношений в новое время и религиозной истории Испании.
Он до конца своих дней преподавал современную и новейшую историю католической церкви и других христианских конфессий в своей альма-матер, Римском университете Сапиенца, и читает ежегодные курсы по истории христианства и церквей в престижном частном университете — Свободном университете Успения Пресвятой Богородицы, Рим.
С 1992 года и до конца своих дней президент Итальянского института иберийских исследований.
С 2006 года Президент Ассоциации «Дон Джузеппе де Лука», организации по исследованиям в области истории религии.

## Католическая церковь
Борромео уже много лет является активным католиком. В юности он участвовал в католическом скаутском движении. В 1993 году он был избран президентом международной католической ассоциации Circolo di Roma, основанной в 1949 году и объединяющей иностранных дипломатов, аккредитованных при Святом Престоле. В 2002 году он был назначен членом Папского комитета по историческим наукам. Он является вице-президентом Итальянского национального союза перевозки больных в Лурд и международных святынь (Unitalsi).
Борромео является членом Ордена Гроба Господня с 1985 года. С 1995 по 2002 год он был членом Великого Магистериума. С 2002 по 2004 год он был канцлером Орденов. В 2009 году кардинал Джон Патрик Фоли, Великий магистр Ордена, назначил его генерал-губернатором.

## Избранные труды
Борромео является редактором и автором сотен публикаций.
- Spain in Italy: Politics, Society, and Religion 1500–1700. Edited by Thomas James Dandelet, John A. Marino, American Academy in Rome, 2006. ISBN 9004154299, ISBN 978-9004154292
- L' inquisizione : atti del simposio internazionale: Città del Vaticano, 29-31 ottobre 1998. By Agostino Borromeo. Città del Vaticano : Biblioteca Apostolica Vaticana, 2003. ISBN 8821007618 9788821007613
- Storia religiosa della Spagna. Agostino Borromeo. Milano, Centro Ambrosiano, 1998. ISBN 8880251791 9788880251798
- La Valtellina crocevia dell'Europa : politica e religione nell'età della Guerra dei trent'anni. By Agostino Borromeo; Quintín Aldea. Milano: Mondadori, 1998. OCLC Number: 954608350

## Знаки отличия
- Кавалер Большого креста I степени ордена Святого Григория Великого (2017)
- Орден Гроба Господня (1985)
- Кавалер Большого Креста Правосудия Священного Военного Константиновского Ордена Святого Георгия[20]
- Орден Святого Януария (2002)
- Член Итальянской ассоциации музыковедения (Società Italiana di Musicologia) (2000)[21].
- Академический корреспондент Real Academia de la Historia (1988)[22].
- Академический корреспондент Academia Portuguesa da História (Португальская академия истории, Лиссабон) (1992)